# Maria Cornelia Grimberg-Huyser

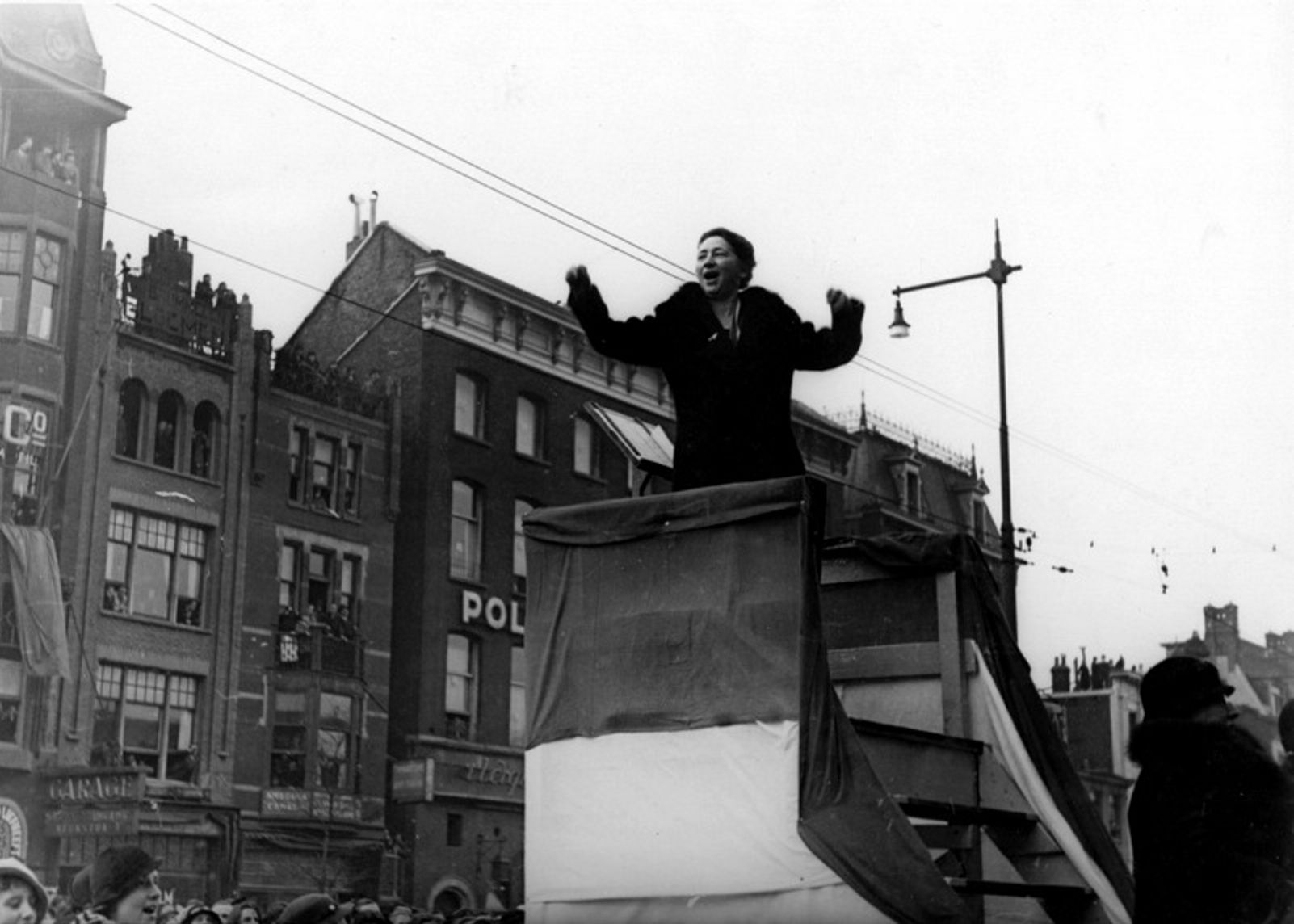
M.C. Grimberg-Huyser aan het werk (november 1934)

Maria Cornelia Huyser (Rotterdam, 17 juni 1885 – Rotterdam, 5 juli 1956) was een Nederlands sopraan en (koor-)dirigent.
De Rotterdamse volkszangmoeder was dochter van sigarenmaker Jacobus Hujjser en Martha Margaretha Johanna Soudijn. Ze trouwde in 1913 met Dirk Grimberg.
Haar opleiding start uit het niets; haar stem valt in haar schoolperiode op, zodat zij tijdens zanglessen de solopartij mocht zingen. Haar studie aan de kweekschool voor onderwijzers stuurde echter richting onderwijs, in 1904 werd ze onderwijzeres aan een school aan de Gaffieldstraat. Haar specialisme waren de zanglessen. Ze sloeg haar vleugels uit en kon deelnemen in uitvoeringen van met name oratoria en concerten in en om Rotterdam. Om zich verder te verdiepen in de zangkunst had ze les van Simon van de Ploeg (piano), Jacques Dorrenboom (instrumentatie), Paula de Leeuwe-Bauer (operazang) en Cato Scholten (solozang). Vanwege haar huwelijk kwam haar loopbaan als onderwijzeres tot stilstand (voor gehuwde vrouwen werd het destijds haast onmogelijk gemaakt te werken). Ze ging meer de kant van de muziek op. Samen met haar lerares startte ze avonden met volkszang, hetgeen in 1922 uitmondde op een volkszangdag op het terrein van Sparta, waar 5500 lagere-schoolkinderen zongen. Dit leidde weer tot avonden met volkszang, ze volgde daarin Bernard Diamant op. Ze werd op het gebied van zangleiding een fenomeen in en om Rotterdam; ze leidde meisjes- en dameskoren en koren van diaconessen. Haar activiteiten leidden in 1937 tot de oprichting van een volksmuziekschool waar ze zelf directeur werd. Ze leidde de school door de Tweede Wereldoorlog en tot haar pensionering in 1949. Nadien bleef ze nog zangles geven in omliggende plaatsen als Schiedam, IJsselmonde en Dordrecht. Op 30 april 1952 werd aan haar, nadat ze een koor had geleid tijdens een concert, door burgemeester Pieter Oud op het podium de Penning van de Leuve overhandigd van de Rotterdamse Kunststichting. In 1955 volgde een benoeming tot ridder in de Orde van Oranje-Nassau. Ze was tevens bestuurslid van de Nederlandse Vereniging Volkszang.
Ze overleed in haar woning aan de 's-Gravenwetering. Ze werd begraven op de begraafplaats Oud-Kralingen.